# Герхард I (граф Берга)
Герхард I Юлихский (нем. Gerhard I von Julich; ок. 1325 — 1360) — граф Равенсберга с 1346 года и Берга с 1348 года (по правам жены), соправитель отца в герцогстве Юлих (под именем Герхард VI). 

## Биография
Родился между 1324 и 1327 годами. Старший сын Вильгельма V Юлихского и Жанны де Эно. Соправитель отца в герцогстве Юлих под именем Герхард VI. 

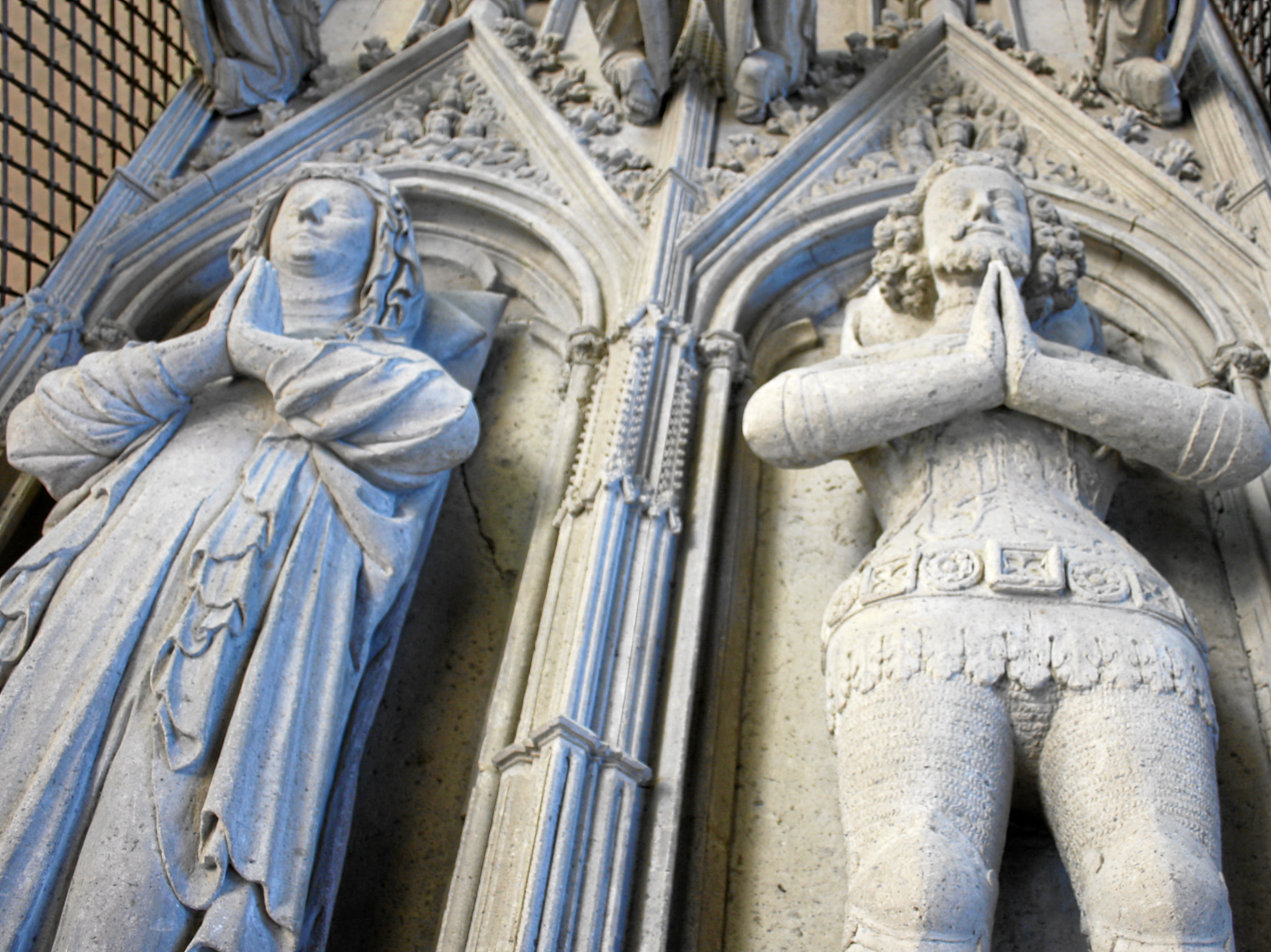
Надгробие Герхарда и его жены Маргариты

С 1333 г. был помолвлен с Маргаритой Гельдернской (1320-1344), дочерью графа Гельдерна Райнальда II. После его смерти (12 октября 1343) помолвка расторгнута.
В 1344 г. женился на Маргарите фон Равенсберг (ум. 1389), дочери Оттона IV Равенсбергского и Маргариты Бергской. По правам жены стал графом Равенсберга (1346) и Берга (1348). 
Путём покупки присоединил Харденберг (1355), Кайзерверт (1358) и некоторые другие владения.
Он и граф Арнольд фон Бланкенхайм смертельно ранили друг друга на турнире в Шляйхене 18 мая 1360 года. По другой версии, они встретились по пути на турнир и, поскольку были заклятыми врагами, вступили в битву. Герхард I похоронен в храме цистерцианского аббатства в Альтенберге.

## Семья и дети
Жена (1344) — Маргарита (ум. 1389), наследница графств Берг и Равенсберг. Дети:
- Вильгельм II (ум. 1408), граф Берга
- Елизавета (ум. 1388), с 1353 замужем за графом Генрихом VI Вальдекским (ум. 1397)
- Маргарита (ум. 1425), с 1369 жена графа Адольфа II де ла Марк (ум. 1394).

## Наследство
Герхард умер на год раньше отца, поэтому герцогство Юлих получил его брат Вильгельм VI. Сын Герхарда наследовал владения матери — Берг и Равенсберг.